# Jessica Lord
Jessica Jane Lord, née le 29 juillet 1998 à Rochdale, est une actrice, danseuse et chanteuse britannique et canadienne , connue par ses rôle de Lola dans la série The Next Step et de Lena Grisky dans léna, rêve d'étoile et aussi de Bowyn dans Christmas in the spotlight .Elle a également sortie sa toute première chanson qui s'appelle Tread  Carefully.

## Biographie

### Jeunesse
Jessica Lord est né le 29 juillet 1998 à Rochdale en Angleterre. Lorsqu'elle a six ans, sa famille a déménagé à Toronto au Canada. Elle fréquente le lycée O'Neill Collegiate and Vocational Institute à Oshawa, avec une spécialisation en danse. Elle intègre ensuite le Centennial College Theatre Arts and Performance.

### Carrière
Jessica Lord fait ses débuts à l'écran en 2015 en tant que danseuse dans quatre épisodes de The Next Step. En 2017 elle incarne le rôle de Lola dans la 5e saison de The Next Step. En 2018, elle est choisie pour jouer le rôle principal de Lena Grisky dans la série Hulu Léna, rêve d'étoile, un rôle qu'elle interprète jusqu'à la fin de la série en 2020,. En 2019, elle apparaît dans un épisode de Random, et en 2020, elle fait une apparition dans l'épisode 7 de la saison 3 de La Vie à cinq. En 2021, elle obtient le rôle de jessica Rhodes dans le film Murder at Hollow Creek. En 2023, elle obtient le rôle de Sienna dans le film Binged to Death.
En 2023, Jessica lance sa marque de bijoux nommé « bizoux » qui met en valeur l'autonomisation, la connexion et la qualité.

## Filmographie

### Films
- 2021 : Murder at Hollow Creek : Jessica Rhodes
- 2023 : Binged to Death : Sienna

### Séries télévisées
- 2015 : The Next Step : danseuse britannique
- 2016 : Paranormal Witness : Marnie
- 2017 : The Next Step : Lola
- 2018-2020 : Léna, rêve d'étoile : Lena Grisky
- 2019 : Ransom : Tatiana
- 2020 : La Vie à cinq : Alice